# Коеволюція (філософія)
Коеволюція (від лат. со- − з, разом та еволюція) — термін, який використовуваний сучасною наукою для позначення механізму взаємообумовлених змін елементів, складових цілісної системи, що розвивається.
Виникнувши в біології, поняття «Коеволюція» поступово набуває статусу загальнонаукової категорії. У філософській літературі застосовується, головним чином, в двох основних сенсах:
1. у широкому — коли терміном «Коеволюція» позначається сукупна, взаємноадаптивна мінливість частин в рамках будь-яких біосистем (від молекулярного і клітинного аж до рівня біосфери в цілому).
Прикладом таких стосунків служать, наприклад, взаємні зміни видів-партнерів в екосистемах «паразит-господар», «хижак-жертва». Результатом такої коадаптивной мінливості може бути як збереження біосистеми у вже досягнутому оптимальному стані, так і її вдосконалення.
В природі коеволюційне становлення і збереження біосистем здійснюється як об'єктивний процес в рамках природного відбору, який зі всіх можливих трансформацій тих або інших компонентів системи залишає лише взаємно сумісні.
2. У вужчому сенсі поняття «Коеволюція» використовується для позначення процесу сумісного розвитку біосфери і людського суспільства.
Концепція коеволюції природи і суспільства, з якою першим виступив Н. В. Тімофєєв-Ресовський (1968), повинна визначити оптимальне співвідношення інтересів людства і решти всієї біосфери, уникнувши при цьому двох крайнощів: прагнення до повного панування людини над природою («Ми не можемо чекати милостей від природи…» — І. Мічурін) і плазування перед нею («Назад, в природу!» — Руссо).
Згідно з принципом коеволюції, людство, для того, щоб забезпечити своє майбутнє, повинне не тільки змінювати біосферу, пристосовувавши її до своїх потреб, але і змінюватися саме, пристосовуючись до об'єктивних вимог природи. «Ми так радикально змінили наше середовище, — стверджував Н. Вінер, — що тепер для того, щоб існувати в ній, ми повинні змінити себе». Саме коеволюційнний перехід системи «людина-біосфера» до стану динамічно стійкої цілісності, симбіозу і означатиме реальне перетворення біосфери в ноосферу.
Для забезпечення цього процесу людство повинно слідувати, перш за все, екологічному і етичному імперативам.
Перша вимога позначає сукупність заборон на ті види людської діяльності (особливо — виробничі), які загрожують невідновним змінами в біосфері, несумісними з самим існуванням людства. За Я. Тінбергеном «наукове розуміння нашої поведінки, що веде до його контролю, можливо, найбільш насущне завдання, що стоїть сьогодні перед людством. В нашій поведінці є такі сили, які починають створювати небезпеку для виживання виду і… для всього життя на Землі».
Другий імператив вимагає зміни світогляду людей, його повороту до загальнолюдських цінностей (наприклад, відчуттю поваги до будь-якого життя), до уміння ставити над усе не приватні, а загальні інтереси, до переоцінки традиційних споживчих ідеалів і так далі. На жаль, свідомість людей дуже консервативна і ледь-ледь відмовляється від стереотипних уявлень про відношення людини до природи.